# Tila, Campeche
Tila är en ort i Mexiko.   Den ligger i kommunen Palizada och delstaten Campeche, i den sydöstra delen av landet, 800 km öster om huvudstaden Mexico City. Tila ligger 5 meter över havet och antalet invånare är 268.
Terrängen runt Tila är mycket platt. Runt Tila är det mycket glesbefolkat, med 2 invånare per kvadratkilometer. Närmaste större samhälle är Palizada, 4,9 km nordväst om Tila. Omgivningarna runt Tila är en mosaik av jordbruksmark och naturlig växtlighet.